# Крамп (Теннессі)
Крамп (англ. Crump) — місто (англ. city) в США, в окрузі Гардін штату Теннессі. Населення — 1594 особи (2020).

## Географія
Крамп розташований за координатами 35°13′56″ пн. ш. 88°20′6″ зх. д. / 35.23222° пн. ш. 88.33500° зх. д. (35.232200, -88.335092).  За даними Бюро перепису населення США в 2010 році місто мало площу 34,60 км², з яких 34,59 км² — суходіл та 0,01 км² — водойми.

## Демографія
Згідно з переписом 2010 року, у місті мешкало 1428 осіб у 608 домогосподарствах у складі 412 родин. Густота населення становила 41 особа/км².  Було 737 помешкань (21/км²).
Расовий склад населення:
| - 96,2 % — білих - 0,8 % — чорних або афроамериканців - 0,6 % — азіатів - 0,4 % — корінних американців |

До двох чи більше рас належало 1,5 %. Частка іспаномовних становила 1,2 % від усіх жителів.
За віковим діапазоном населення розподілялося таким чином: 21,2 % — особи молодші 18 років, 59,5 % — особи у віці 18—64 років, 19,3 % — особи у віці 65 років та старші. Медіана віку мешканця становила 45,0 року. На 100 осіб жіночої статі у місті припадало 95,6 чоловіків;  на 100 жінок у віці від 18 років та старших — 92,3 чоловіків також старших 18 років.
Середній дохід на одне домашнє господарство  становив 36 376 доларів США (медіана — 29 063), а середній дохід на одну сім'ю — 44 570 доларів (медіана — 37 050). Медіана доходів становила 35 179 доларів для чоловіків та 18 000 доларів для жінок. За межею бідності перебувало 25,8 % осіб, у тому числі 46,8 % дітей у віці до 18 років та 15,8 % осіб у віці 65 років та старших.
Цивільне працевлаштоване населення становило 441 особа. Основні галузі зайнятості: виробництво — 29,0 %, освіта, охорона здоров'я та соціальна допомога — 21,1 %, мистецтво, розваги та відпочинок — 9,1 %, будівництво — 7,3 %.